# فالکنبرگ (فالتس علیا)
فالکنبرگ (به آلمانی: Falkenberg) یک شهر در آلمان است که در Tirschenreuth واقع شده‌است. فالکنبرگ ۹۶۵ نفر جمعیت دارد.